# جون مكارثي (لاعب كرة قدم أمريكية)
جون مكارثي (بالإنجليزية: John McCarthy)‏ هو لاعب كرة قدم أمريكية أمريكي، ولد في 9 أغسطس 1916 في كامدن في الولايات المتحدة، وتوفي في 12 مايو 1998 في Haddon Township, New Jersey ‏ في الولايات المتحدة.